# Leptostylopsis smithi
Leptostylopsis smithi là một loài bọ cánh cứng trong họ Cerambycidae.